# استان ساراتوف

استان ساراتوف در نقشهٔ روسیه.

استان ساراتوف (به روسی: Сара́товская о́бласть، تلفظ: ساراتُوسکایا اُبلاست) یکی از واحدهای فدرالی روسیه است.
مرکز آن شهر ساراتوف و جمعیت این استان ۲٬۶۶۸٬۳۱۰ نفر است. (آمار ۲۰۰۲).
بیشتر آلمانی‌تباران ساکن این استان به آلمان مهاجرت کرده‌اند.
نیروگاه هسته‌ای بالاکوفو در این استان قرار دارد.